# 嘉犁嘉安宮
24°5′32.70″N 120°31′01.20″E / 24.0924167°N 120.5170000°E
嘉犁嘉安宮屬於庄頭公廟，主祀蘇府千歲，同祀池府千歲、金府千歲，位在彰化縣和美鎮嘉犁里東坡路17巷臨10號，廟宇裝飾雕刻精細巧妙，廟的龍邊還有設有一間佛祖殿，堪為其特色。

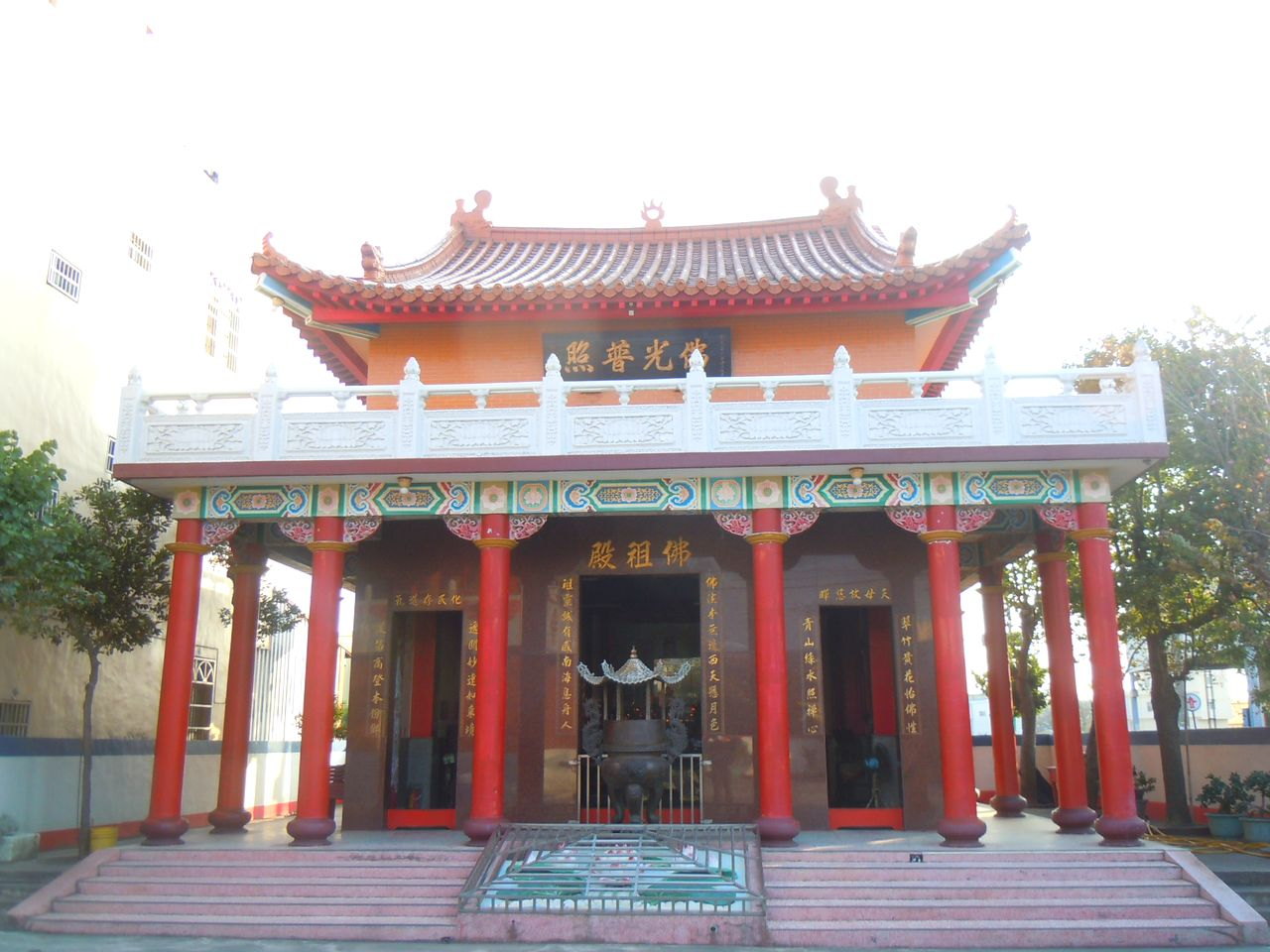
嘉安宮的佛祖殿。

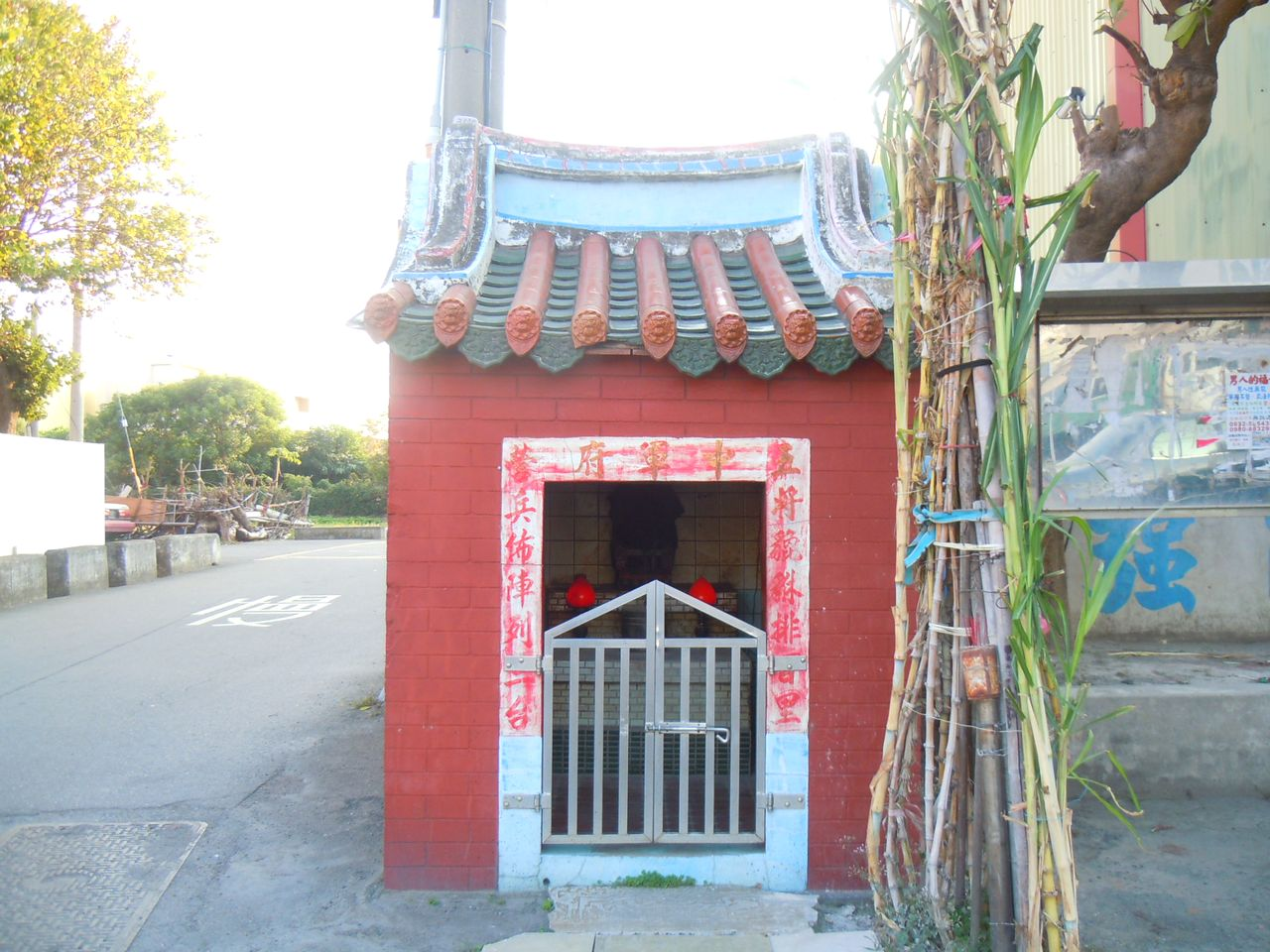
嘉安宮的中軍府。

## 圖片集

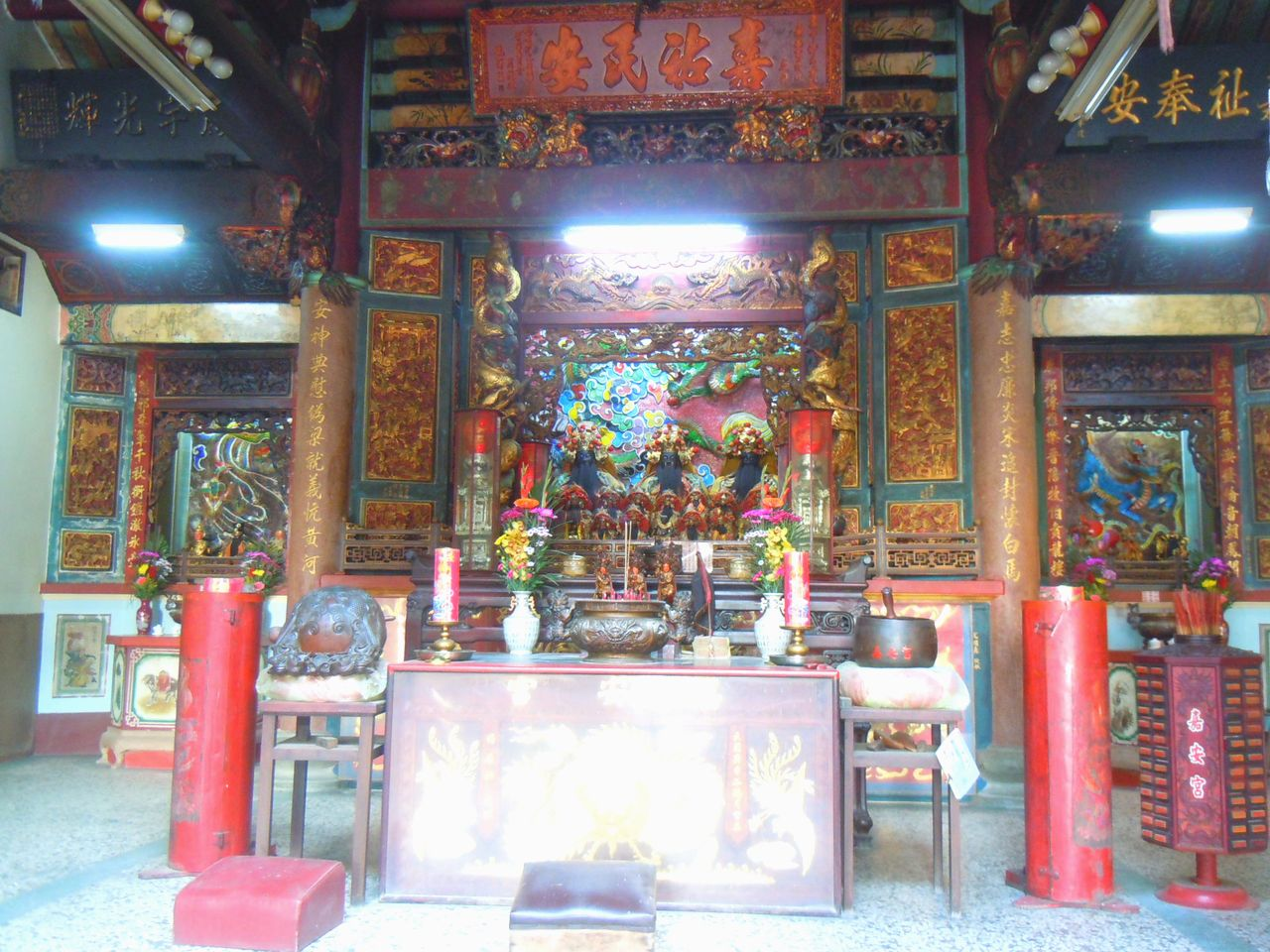
嘉安宮宮內
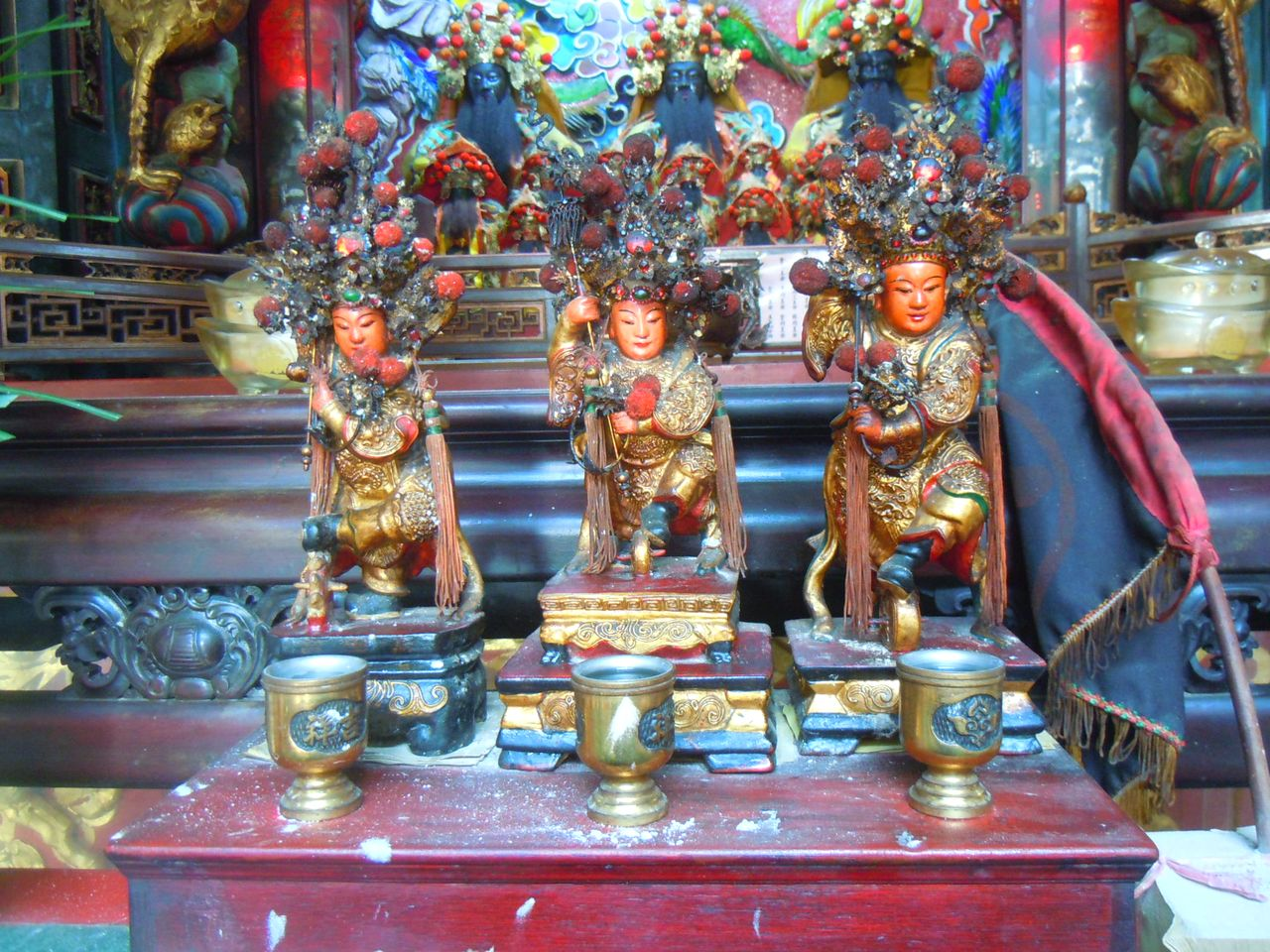
嘉安宮太子元帥
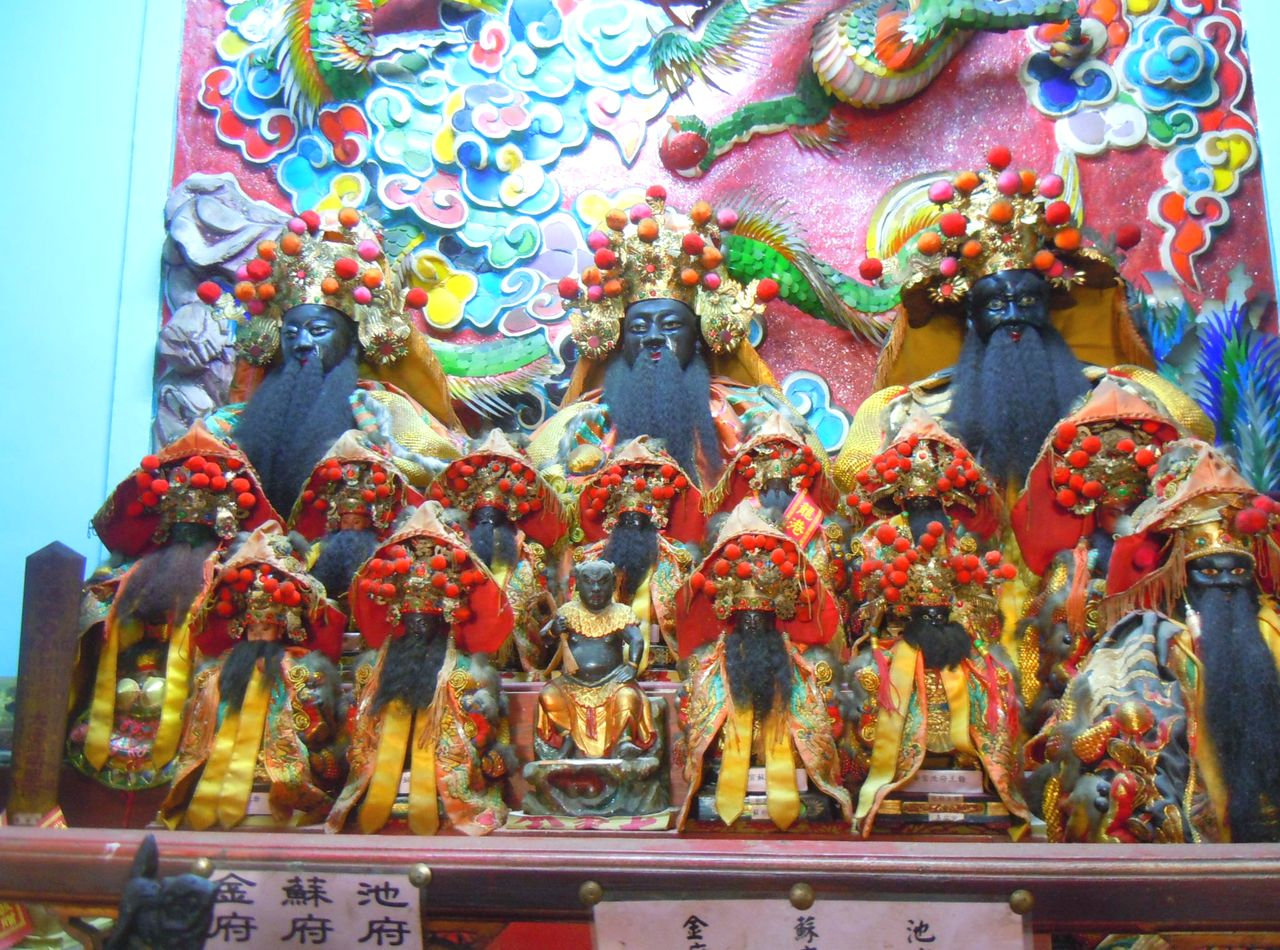
嘉安宮鎮殿主神
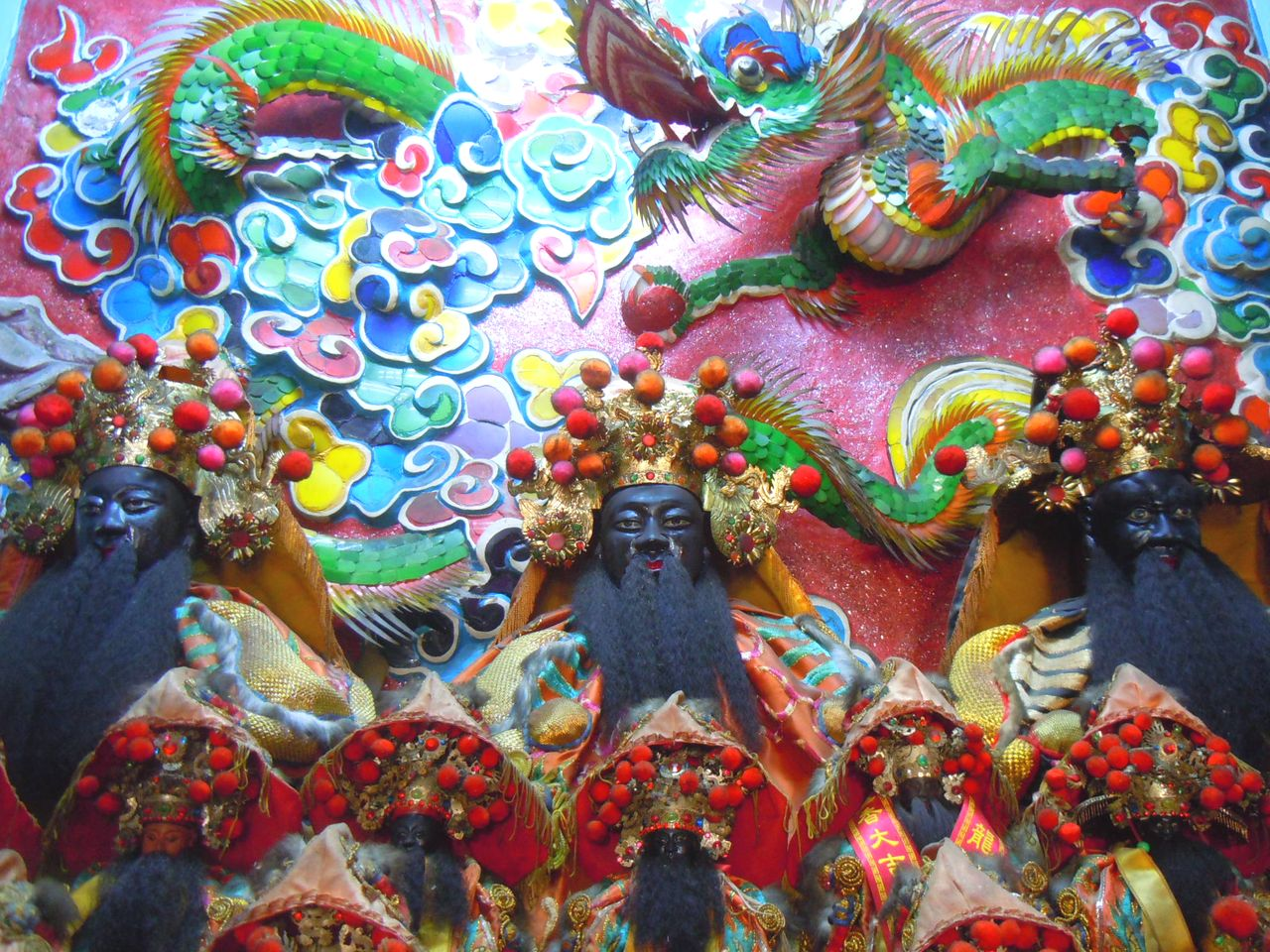
嘉安宮鎮殿主神（近拍）
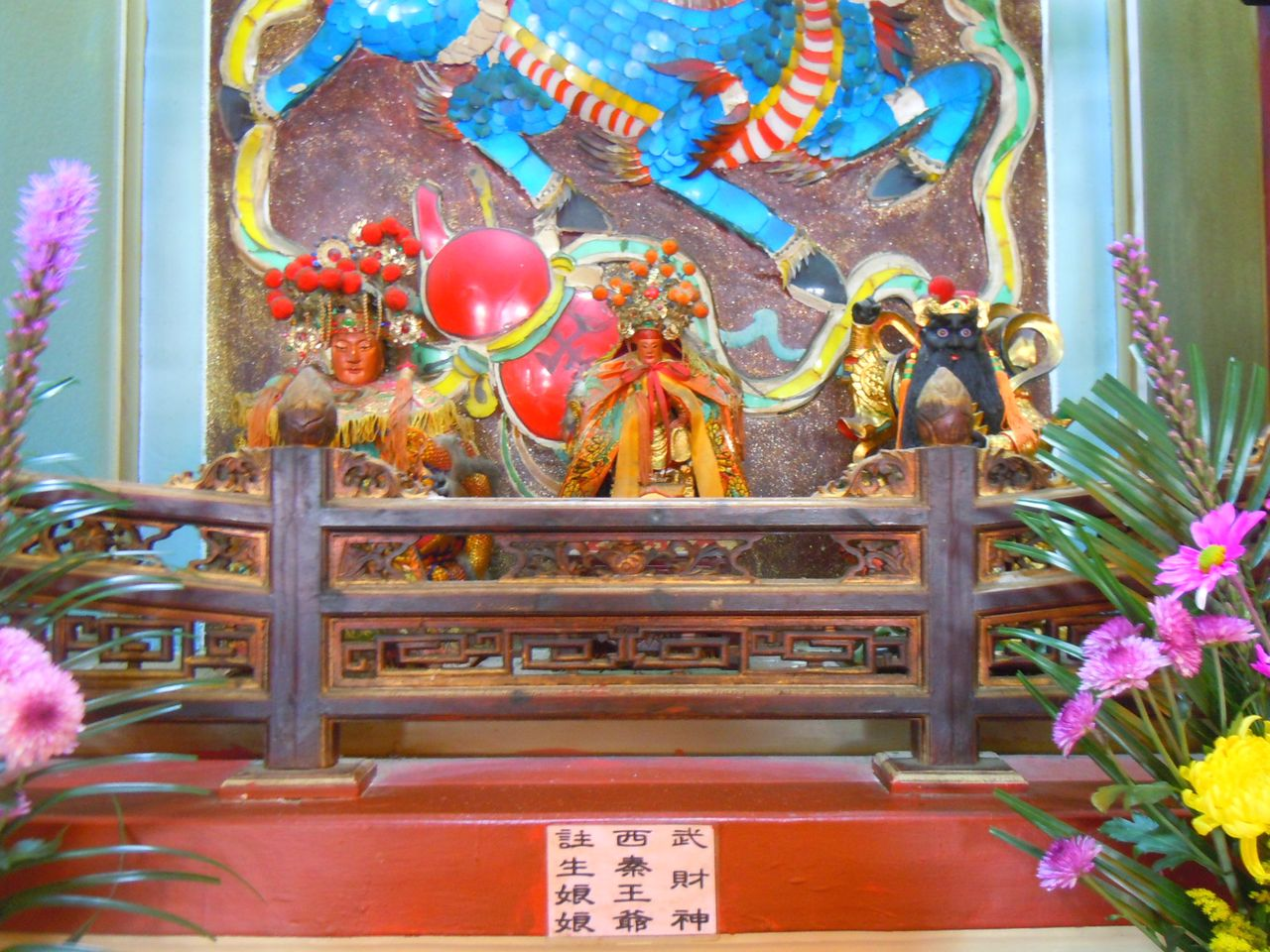
嘉安宮右配祀
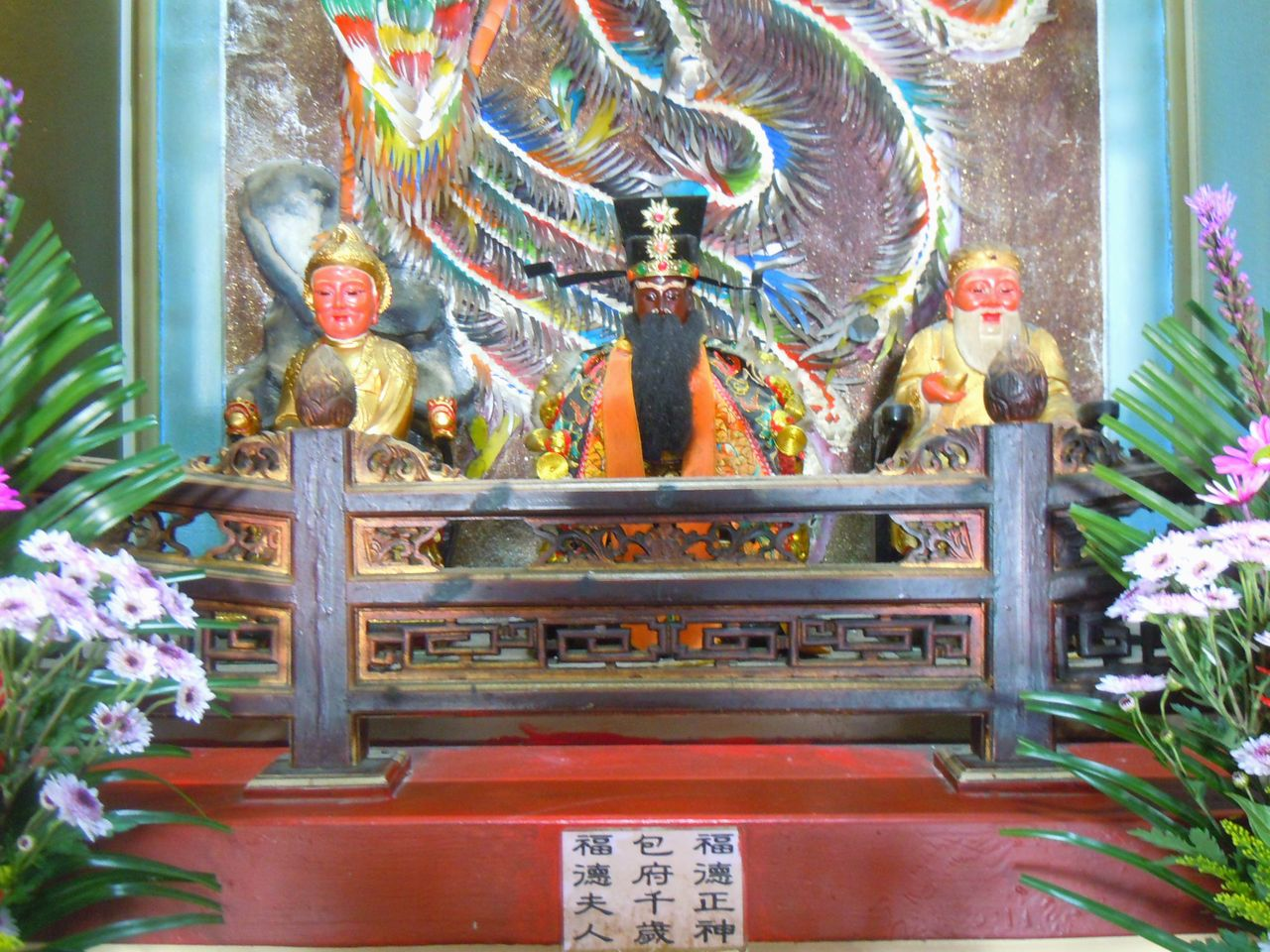
嘉安宮左配祀

## 外部連結
- 和美鎮公所（页面存档备份，存于）